# Comando de Aeródromo A (o) 13/VII
El Comando de Aeródromo A (o) 13/VII (Flieger-Horst-Kommandantur A (o) 13/VII) fue una unidad de la Luftwaffe durante la Segunda Guerra Mundial.

## Historia
Fue formado el 1 de abril de 1944 en Lechfeld bei Augsburg.

## Comandantes
- Teniente coronel Walter Bruns – (1 de abril de 1944 – ?)
- Mayor general Hans Jochen von Arnim – (? – 24 de octubre de 1944)

## Servicios
- abril de 1944 – mayo de 1945: en Lechfeld bajo el Comando de Base Aérea 11/VII.

## Orden de Batalla

### Unidades adheridas
- Comando de Pista de Aterrizaje Augsburg
- Comando de Pista de Aterrizaje Bergheim
- Comando de Pista de Aterrizaje Gablingen
- Comando de Pista de Aterrizaje Landsberg